# Голота, Григорий Емельянович
Григорий Емельянович Голота (27 января 1923, Кривое Озеро — 8 сентября 1980, Севастополь) — советский военно-морской деятель, контр-адмирал (1967). Участник Великой Отечественной войны.

## Биография
В 1939 году поступил в Черноморское высшее военно-морское училище в  Севастополе на штурманский факультет.
Участник Великой Отечественной войны. Летом 1941 года училище был эвакуирован в Ростов-на-Дону. Ушёл вместе с курсантами на лодках в Ростов-на-Дону, а оттуда в Минеральные Воды. Там в составе войсковой части был направлен в город Кемь на Северо-Западный фронт. В 1942 году — ранен снайпером в спину, госпитализирован в Архангельск, пролежал полгода в госпитале.
В 1942—1944 годах — старший помощник командира тральщика Северного флота, которым командовал Михайлин Владимир Васильевич.
В 1944—1945 годах служба на тральщиках Тихоокеанского флота в Порт-Артуре. Переводил американские тральщики, полученные СССР по ленд-лизу, из Сан-Франциско во Владивосток.
В 1945 году окончил Высшие специальные офицерские классы в Ленинграде.
В 1946—1954 годах — старший помощник командира эсминца «Бдительный» Черноморского флота. 1954—1956 годах — командир эсминца «Безбоязненный»Черноморского флота.
В 1954 году восстановился в ЧВВМУ. В 1956-1958 годах — командир крейсера «Михаил Кутузов» Черноморского флота. Лето 1957 году — совершил на крейсере визит дружбы в Албанию и вокруг Европы.
В 1958 году окончил заочно Черноморское ВВМУ имени П. С. Нахимова с отличием. В 1958—1961 году — окончил Военно-морскую академию.
В 1961—1964 годах — начальник штаба дивизии подводных лодок Северного флота (Оленья губа). В 1964 — 1968 годах командир 16-й дивизии подводных лодок Северного флота.
В 1967 году присвоено звание контр-адмирал. 10.02.1968—22.08.1969 — командир 7-й оперативной эскадры кораблей Северного флота.
В 1969 — 1972 годах военный советник в Объединённой Арабской Республике. В 1972 — 1981 годах — начальник Государственной приёмной комиссии кораблей Черноморского флота.
Умер 8 сентября 1980 года.
Награждён орденом Отечественной войны, орденом Трудового Красного Знамени, двумя орденами Красной Звезды, медалями и иностранными наградами.